# Kompulsor
Kompulsor (eigentlich Eugene Borodkin) ist ein in den USA tätiger amerikanischer Musikkünstler, Musikproduzent und DJ. Er ist in der Musikbranche in den Bereichen der Euro- und Dancepopmusik seit dem Jahr 2000 aktiv. Er hat mehrere Singles herausgebracht, wie beispielsweise Your Girl, DJ Number One, eine Dance-Version von Daughtrys It’s Over Now und einer Cover-Dance-Version ATCs Around the World (La La La La La). Alle seine Tracks und Remixes sind sowohl auf dem amerikanischen als auch auf dem europäischen Markt erschienen.
Kompulsor veröffentlicht seine Musik auf seiner eigenen Website, auf dem Label Mental Madness Records.

## Biografie
Die Geschichte beginnt 2001 als Trance-Musik ihren Höhepunkt erreicht hatte und ihre kraftvollen Klänge die Welt mitrissen. In dieser Zeit interessierte sich ein DJ und Musikproduzent aus den USA, Kompulsor, für den härteren Trancesound aus Deutschland. Die deutschen DJs Dean, Pulsedriver und Rocco waren zu dieser Zeit in den Clubs mit einer besonders harten Art von Trance erfolgreich. Sie konzentrierten sich auf eine Musikrichtung mit starkem Bass und einschlagenden Melodien, die bald als „Hands up“ bekannt wurden – die nächste Generation des Eurodance.
In den USA war es schwierig, an bekannte deutsche CDs wie „Tunnel“ und „Dream Dance“ heranzukommen und deutsche Platten zu kaufen war so gut wie unmöglich. Kompulsor überwand diese Hindernisse und trug eine riesige Sammlung von Hard-Trance-Aufnahmen aus Hamburg zusammen, womit er seine Laufbahn als DJ begann.
Von 2001 bis 2004 verbreitete Kompulsor den Sound des deutschen Trance international in Form von DJ-Mixes; einige davon sind heute noch erhältlich. Ein wichtiger Kollege und eine Inspiration in dieser Zeit war „DJ Dawn“, ein Loveparade-DJ aus Hamburg, der ähnliche monatliche Mixes aufnahm und der online in den nordamerikanischen Trance-Diskussionsforen mit Kompulsor in Kontakt stand.
Kompulsor konnte sich außerdem sehr glücklich schätzen, zwei Menschen zu treffen, die ihm unschätzbar geholfen haben, seinen Weg in die Musikproduktion zu finden. Alex Twister, ein erfahrener Dance-Music-Produzent aus den USA und Partystylerz, ein bekannter russischer Hit-Macher, beide waren seine Mentoren hinsichtlich der Grundlagen der Produktion und des Songschreibens. Ihr Feedback, die Kritik und die ständige Unterstützung prägten den eingängigen markanten Sound, für den er heutzutage bekannt ist!
Während seine ersten Produktionen Anerkennung erhielten, konnte sich Kompulsors Musik nicht wirklich durchsetzen, bis er die Sängerin Linda Bredschneyder aus Holland und ihren Produzenten Martijn de Vries kennenlernte. Martijn und Linda („Elevated Music“) arbeiteten in einer Art und Weise, die das perfekte Gegenstück zu Kompulsor war: Lindas starke Euro-Trance-Stimme brachte plötzlich Energie in seine Stücke und hauchte ihnen Leben ein. Nach den ersten vokalen Songs „Your Girl“ und „DJ Number One“ erreichte er endlich seine erste offizielle Veröffentlichung – das Originalstück „Look At Me Now“ gesungen von Linda wurde 2007 veröffentlicht und stieg schnell in den deutschen Charts auf! Bis heute war das sein größter Erfolg.
Weitere Meilensteine folgten bald und fanden ihren Höhepunkt in dem Vertrag mit dem Hamburger Label Mental Madness und dem HandsUp-Remake des berühmten `90er-Jahre Hit ATC – „Around The World (La La La La)“.

## Diskografie
Singles
Als Kompulsor:
- 2004: Adrenaline
- 2005: I Put U In a Trance
- 2005: Your Girl
- 2006: Above The Sky
- 2006: DJ Number 1
- 2007: Look At Me Now
- 2008: I Turn to You
- 2008: It’s Not Over (feat. Di)
- 2009: Around the World (La La La La La)
- 2010: Christmas Party
- 2010: Models & Bottles (feat. Christen Marucci)
- 2010: Calling Your Name
- 2011: Show Me The Meaning Of Being Lonely
- 2011: Turn It Up
- 2012: On The Radio

Als Ken Komp:
- 2007: Feel The Rhythm
- 2008: Raving All Over The World

Remixe
- Annick - Give It To Me (Kompulsor Extended Mix) (2007)
- Bass-T - P.O.W.E.R. (Kompulsor Remix) [2005]
- Dancefloor Warning - We Are One (Kompulsor Remix) (2012)
- DJ Dean - Kick Off (Kompulsor Remix) (2006)
- DJ Imprezive & Purple Punkz - Mailbox (Kompulsor Remix) (2012)
- DJ Othello feat. Lazee - Up ’N Away (Kompulsor Extended Mix) (2011)
- DJ Rad vs Zoe - Sweet Serenity (Kompulsor Extended Mix) (2008)
- DJ Tante - Take It (Kompulsor Remix) (2005)
- East Freaks feat Gerome Christopher - Bars On My P hone (Kompulsor Remix) (2012)
- Emvace vs Tierra - Last Days of Summer (Kompulsor Remix) (2009)
- Groove Enforcers feat. Lyck - A Little Closer (Kompulsor Extended Mix) (2008)
- Imprezive & Pink Planet - I Can’t Believe It (Kompulsor Mix) (2012)
- Imprezive meets Pink Planet - Forever (Kompulsor Remix) (2013)
- Imprezive meets Pink Planet - Ordinary People (Kompulsor Remix) (2013)
- Jade & Marvelous vs DJ Alan Kay - Hear You Calling (Kompulsor Remix) (2012)
- Miradey - Sayonara (Kompulsor Remix Edit) (2009)
- Monkey Busterz - Stay (Kompulsor Remix) (2011)
- Niccho - Ravers’ Night (Kompulsor Remix) (2011)
- Nivek Tek - A Little Respect (Kompulsor Remix) (2010)
- Raquela - Tell It To My Heart (Kompulsor Remix) (2010)
- Tune Up - Feel Fine (Kompulsor Remix) (2010)
- Yumm Yumm - Super Duper Christmas (Kompulsor Extended Mix) (2008)